# Capricorn Highway
De Capricorn Highway is een weg in het centrale gedeelte van Queensland, Australië en verbindt de stad Rockhampton met het westen van Queensland. De highway is ongeveer 560 kilometer lang en komt samen met de Landsborough Highway in Barcaldine. De weg was voorheen bekend als National Route 66 totdat Queensland vanaf 2000 begon met het overnemen van het alfanumerieke systeem dat al in andere gedeelten van Australië was ingevoerd en heeft nu de aanduiding A4. De weg loopt parallel met de Steenbokskeerkring, waar de naam ook van afkomstig is.
Andere steden die langs de weg liggen zijn Gracemere, Westwood, Duaringa, Dingo, Blackwater, Emerald, Bogantungan, Alpha en Jericho.
De weg loopt nagenoeg in een oost-west richting en doorkruist een gebied dat bekend is als het Centrale Hoogland. Ten westen van Bogantungan loopt hij door het Groot Scheidingsgebergte.